# Stará Kastilie

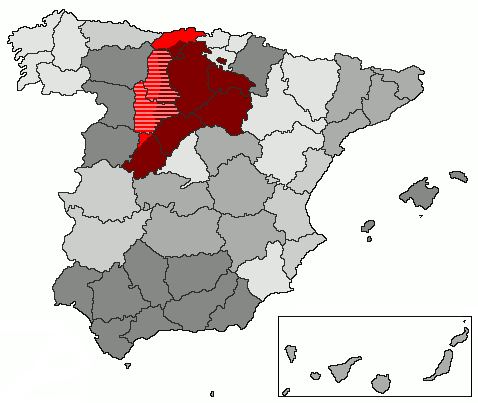
Stará Kastilie na mapě Španělska
18. století
Přidáno v roce 1833
Odebráno v roce 1855

Stará Kastilie (španělsky Castilla la Vieja), původně plným názvem Království Stará Kastilie (španělsky Reino de Castilla la Vieja), je název historické španělské provincie o rozloze 66 097 km²,[zdroj?] rozdělené dnes mezi autonomní společenství Kantábrie, Kastilie a León a La Rioja. Hlavním městem Staré Kastilie, jejíž území bylo jádrem středověkého království Kastilie, byl Burgos. Královským dekretem z 30. listopadu 1833 bylo území této historické provincie rozděleno mezi provincie Ávila, Burgos, Logroño, Palencia, Santander, Segóvia, Soria a Valladolid. Dalším královským dekretem z 30. listopadu 1855 byly provincie Palencia a Valladolid přičleněny k Leónu, čímž se území Staré Kastilie zmenšilo na 49 935 km².[zdroj?]
Podle Kastilského federálního paktu ze 3. června 1869 se území Staré Kastilie a Leónu mělo přeměnit ve stát Starou Kastilii, jenž měl být spolkovým státem federativní první Španělské republiky. Tento záměr byl po obnovení monarchie ve Španělsku odsouzen k nezdaru.
Roku 1978 pak byla většina území Staré Kastilie (bez tehdejších provincií Santander a Logroño, které se staly autonomními společenstvími Kantábrie a La Rioja) sloučena s Leónem do autonomního společenství Kastilie a León, vybaveného rozsáhlou autonomií.